# Valsskinkar
Valsskinkar (Chalcides) är ett släkte av ödlor som ingår i familjen skinkar. Släktet förekommer i södra Europa, sydvästra Asien, norra Afrika och på Kanarieöarna.

## Arter
Enligt The Reptile Database har släktet 32 arter:
- Chalcides armitagei Boulenger, 1922
- Chalcides bedriagai (Boscá, 1880)
- Chalcides bottegi Boulenger, 1898
- Chalcides boulengeri J. Anderson, 1892
- Chalcides chalcides (Linnaeus, 1758)
- Chalcides coeruleopunctatus Salvador, 1975
- Chalcides colosii Lanza, 1957
- Chalcides delislei (Lataste & Rochebrune, 1876)
- Chalcides ebneri F. Werner, 1931
- Chalcides guentheri Boulenger, 1887
- Chalcides lanzai G. Pasteur, 1967
- Chalcides levitoni G. Pasteur, 1978
- Chalcides manueli Hediger, 1935
- Chalcides mauritanicus (A.M.C. Duméril & Bibron, 1839)
- Chalcides mertensi Klausewitz, 1954
- Chalcides minutus Caputo, 1993
- Chalcides mionecton (Boettger, 1874)
- Chalcides montanus F. Werner, 1931
- Chalcides ocellatus (Forskål, 1775)
- Chalcides parallelus Doumergue, 1901
- Chalcides pentadactylus (Beddome, 1870)
- Chalcides polylepis Boulenger, 1890
- Chalcides pseudostriatus Caputo, 1993
- Chalcides pulchellus Mocquard, 1906
- Chalcides ragazzii Boulenger, 1890
- Chalcides sepsoides (Audouin, 1829)
- Chalcides sexlineatus Steindachner, 1891
- Chalcides simonyi Steindachner, 1891
- Chalcides sphenopsiformis (A.H.A. Duméril, 1856)
- Chalcides striatus (Cuvier, 1829)
- Chalcides thierryi Tornier, 1901
- Chalcides viridanus (Gravenhorst, 1851)

Notera: En binomial auktoritet inom parentes indikerar att arten ursprungligen beskrevs i ett annat släkte än Chalcides.

## Bildgalleri

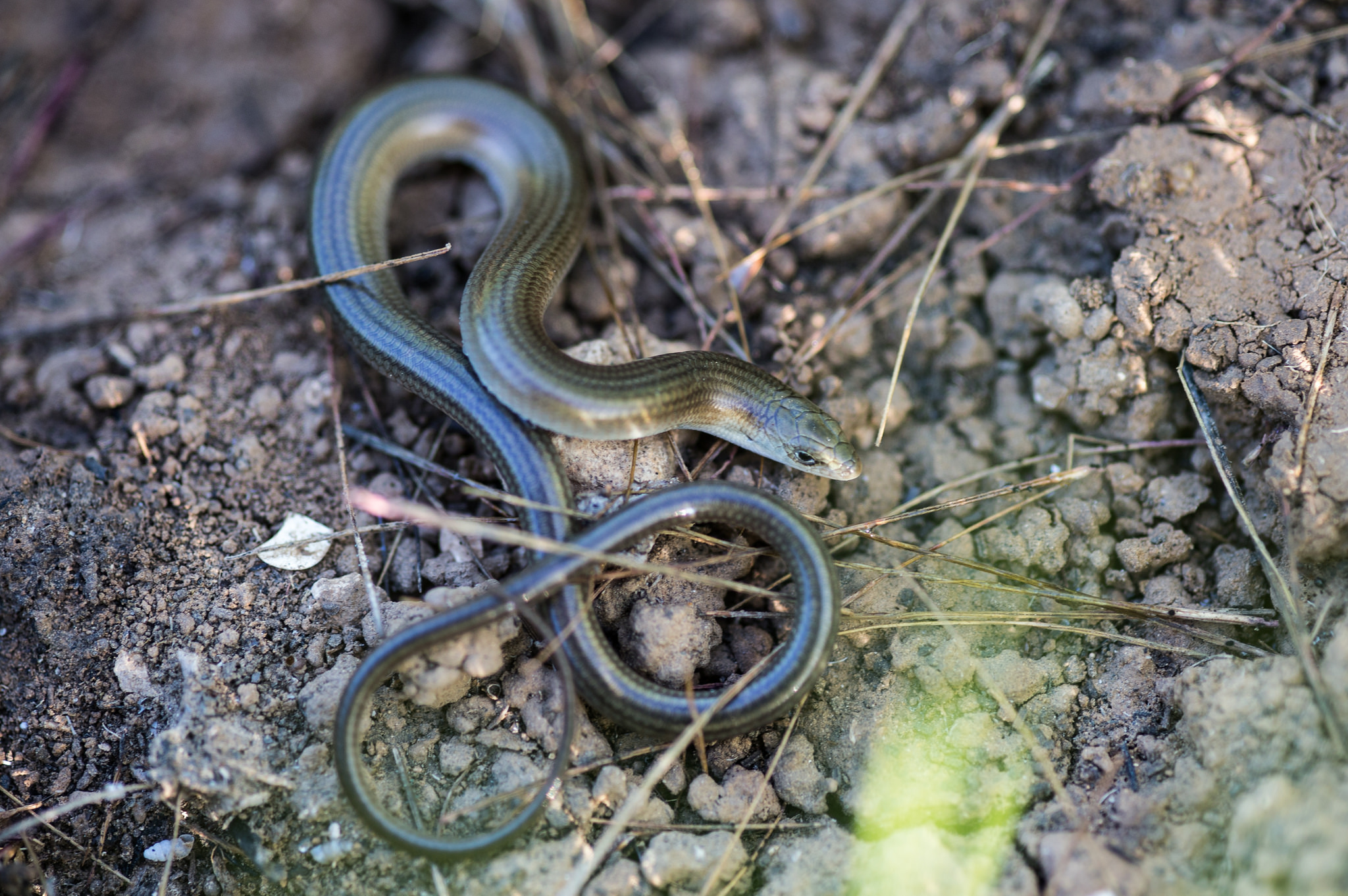
Chalcides guentheri
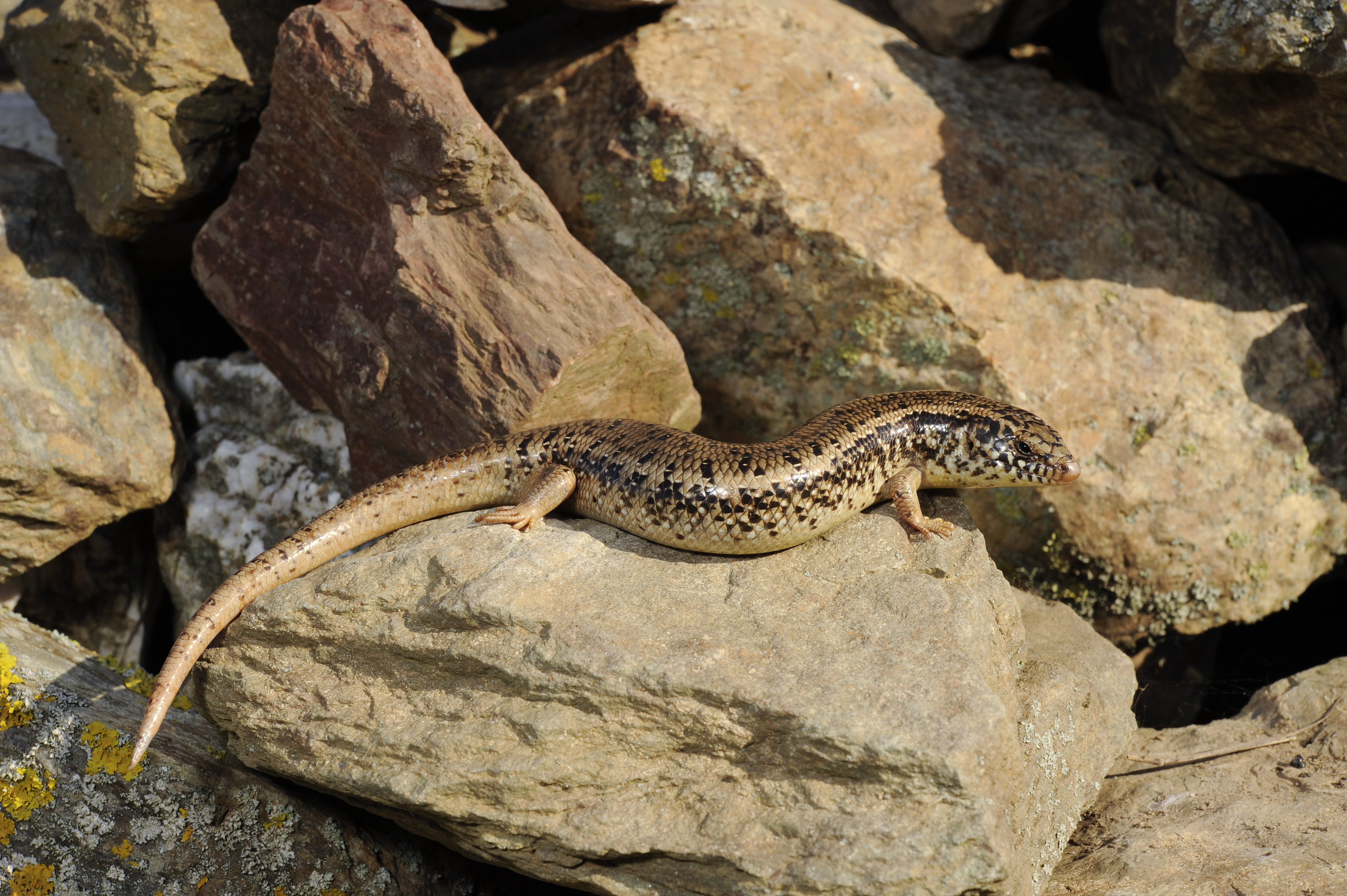
Chalcides ocellatus
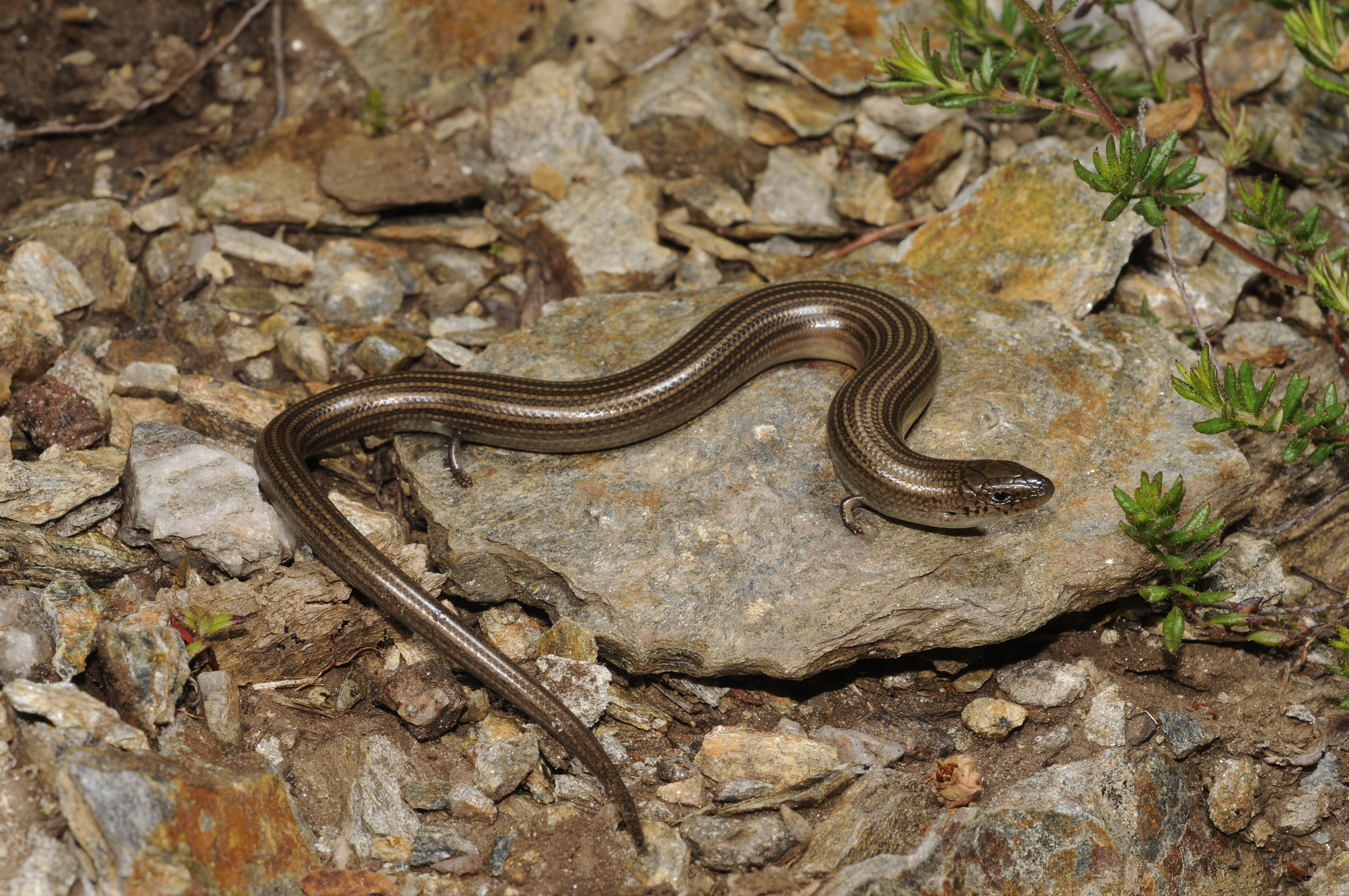
Chalcides striatus